# Bobolice (gromada w powiecie ząbkowickim)
Bobolice – dawna gromada, czyli najmniejsza jednostka podziału terytorialnego Polskiej Rzeczypospolitej Ludowej w latach 1954–1972.
Gromady, z gromadzkimi radami narodowymi (GRN) jako organami władzy najniższego stopnia na wsi, funkcjonowały od reformy reorganizującej administrację wiejską przeprowadzonej jesienią 1954 do momentu ich zniesienia z dniem 1 stycznia 1973, tym samym wypierając organizację gminną w latach 1954–1972.
Gromadę Bobolice z siedzibą GRN w Bobolicach utworzono – jako jedną z 8759 gromad na obszarze Polski – w powiecie ząbkowickim w woj. wrocławskim, na mocy uchwały nr 33/54 WRN we Wrocławiu z dnia 2 października 1954. W skład jednostki weszły obszary dotychczasowych gromad Bobolice, Koźmice, Tomice, Jaworek, Piotrowice Polskie, Baldwinowice i Szklary ze zniesionej gminy Zwrócona w tymże powiecie. Dla gromady ustalono 17 członków gromadzkiej rady narodowej.
31 grudnia 1961 gromadę zniesiono, a jej obszar włączono do gromad: Zwrócona (wsie Bobolice i Szklary), Ciepłowody (wsie Baldwinowice i Piotrowice Polskie) i Sadlno (wieś Jaworek) w tymże powiecie.